# Chālekash-e Lāt
Chālekash-e Lāt är en ort i Iran.   Den ligger i provinsen Gilan, i den norra delen av landet, 230 km nordväst om huvudstaden Teheran. Antalet invånare är 559.
Terrängen runt Chālekash-e Lāt är mycket platt. Runt Chālekash-e Lāt är det tätbefolkat, med 427 invånare per kvadratkilometer. Närmaste större samhälle är Khoshk-e Bījār, 12,4 km väster om Chālekash-e Lāt. Trakten runt Chālekash-e Lāt består till största delen av jordbruksmark.